# Mouten Kop
Mouten Kop is een Belgisch bier van hoge gisting. Het wordt gebrouwen door Brouwerij De Graal in Brakel in opdracht van De Hopjutters uit Stabroek.

## Achtergrond
Mouten Kop werd gecreëerd door 4 jonge hobbybrouwers, de "Hopjutters", en kreeg als winnaar van de Brouwlands Biercompetitie van een professionele jury de titel van Beste Hobbybier van Vlaanderen 2010. In 2010 werd het bier voor het eerst commercieel gebrouwen door 't Hofbrouwerijke in Beerzel. Momenteel wordt het gebrouwen door Brouwerij De Graal.

De naam van het bier is een combinatie van houten kop (een kater) en mout (een typisch bieringrediënt).

## Het bier
Mouten Kop is een koperkleurig bier van het type India Pale Ale. Het heeft een alcoholpercentage van 6% en een bitterheid van 35 IBU. De specifieke smaak van Mouten Kop komt tot stand door toevoeging van koriander, kardemon en sinaasschillen. Het bier is verkrijgbaar in flesjes van 33cl.

## Externe links

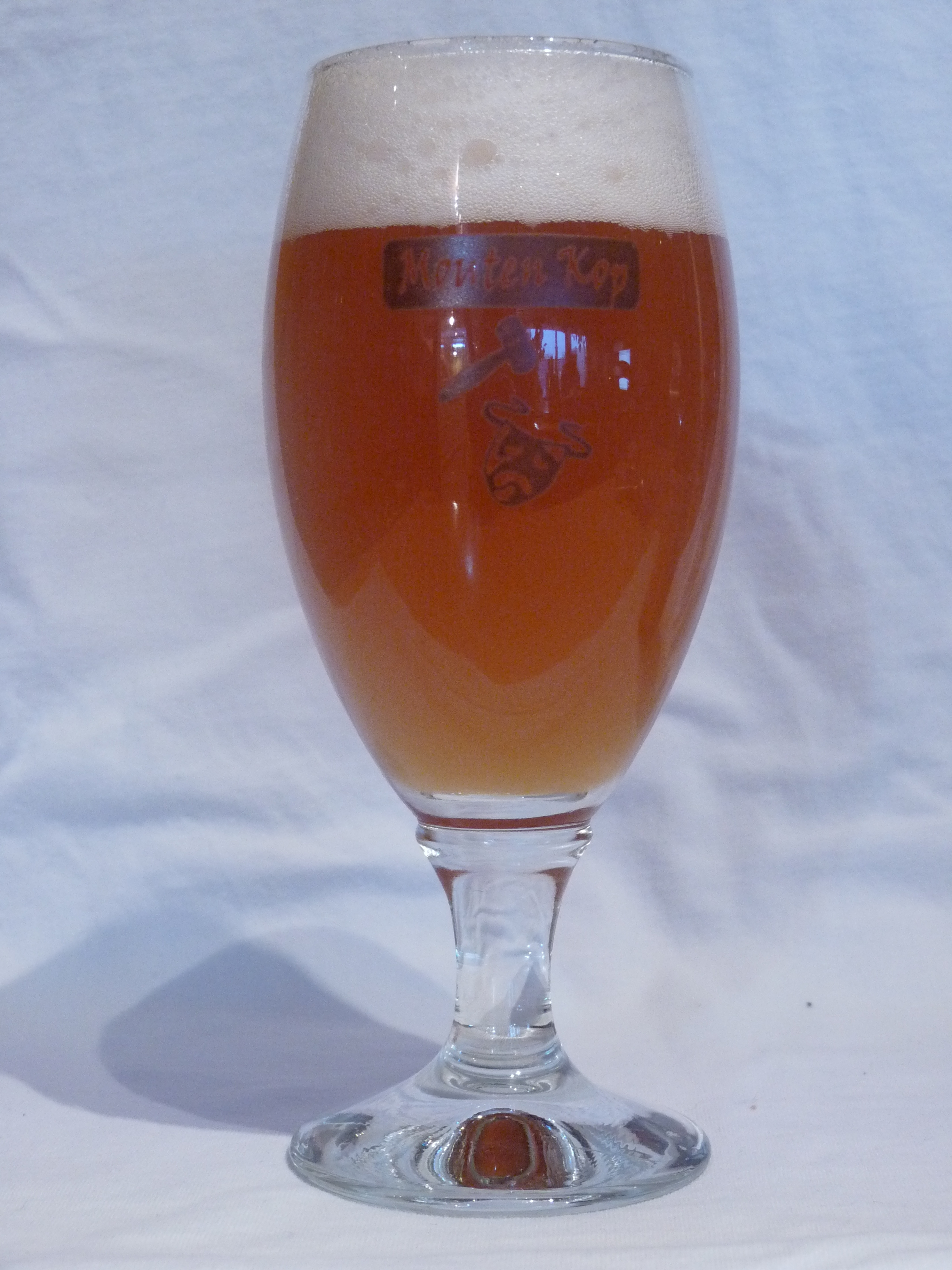
Glas van Mouten Kop